# Сни Ейнштейна
Сни Ейнштейна (англ. Einstein's Dreams) — роман американського фізика і письменника Алана Лайтмена. Написаний у 1992 році, перше видання вийшло в 1993 році. Роман став світовим бестселером і був перекладений на більше ніж 30 мов світу.

## Стислий сюжет
Роман побудований як колаж снів, які нібито снилися Альберту Ейнштейну в 1905 році. Сни переважно присвячені новим концепціям часу, які рояться в голові вченого. Кожна концепція призводить до свого уявного світу, описуваного в творі. Так, у світі, де час рухається по колу, люди змушені переживати свої успіхи і невдачі знову і знову. В іншому світі є місце, в якому час не рухається, це місце популярне у закоханих і батьків, які бояться втратити своїх дітей, коли вони виростуть. Ще в одному світі час — це соловей, який може бути спійманий простим ковпаком тощо.

## Вплив на культуру
Сюжет роману ліг в основу ряду театральних постановок, а також музичних композицій «In This World» Пола Хоффмана, виконаної Сільвервудським тріо, і «When Einstein Dreams» Нандо Мішлена.

## Нагороди
- 1994 — друге місце в конкурсі на новоанглійську премію ПЕН-клубу імені Віншипа.
- березень 1998 — роман обрано темою програми «Talk of the Nation», що виходить на радіо National Public Radio

## Видання книги
- Alan P. Lightman.  Einstein's dreams.  — Pantheon Books, 1993.  — 179 с. — ISBN 0679416463.
- Alan P. Lightman.  Einstein's dreams.  — Knopf Canada, 1993.  — 179 с. — ISBN 0394227379.
- Alan P. Lightman.  Einstein's dreams.  — Sceptre, 1994.  — 179 с. — (Sceptre books fiction).  — ISBN 0340589256.
- Alan P. Lightman.  Einstein's dreams.  — Bloomsbury, 1994.  — 153 с. — (Bloomsbury classics).  — ISBN 0747518599.
- Alan P. Lightman.  Einstein's dreams.  — Vintage Contempories, 2004.  — 140 с. — (Vintage Contemporaries Series).  — ISBN 140007780X.

## Переклади
Роман перекладено більше ніж 30 мовами світу:
- грецька: Άλαν Λάιτμαν.  Τα όνειρα του Αϊνστάιν.  — Κάτοπτρο, 2005.  — 158 с. — ISBN 960-7023-77-3.
- індонезійська: Alan Lightman.  Mimpi-Mimpi Einstein.  — Kepustakaan Populer Gramedia.  — ISBN 9799203317.
- ісландська: Alan Lightman.  Draumar Einsteins.  — Vaka-Helgafell, 1993.  — 184 с. — ISBN 9979201703.
- іспанська: Alan Lightman.  Los Sueños de Einstein.  — ONCE, 1994.  — 180 с.
- італійська: Alan Lightman.  I sogni di Einstein.  — Guanda, 1993.  — 128 с. — (Prosa contemporanea).  — ISBN 8877466367.
- каталонська: Alan Lightman.  Els somnis d Einstein.  — Columna, 1993.  — 111 с. — ISBN 8478095810.
- македонська: Ален Лајтман.  Ајнштајновите сништа.  — Темплум, 2003.  — 112 с.
- малайська: Alan Lightman.  Mimpi-mimpi Einsteins.  — Kepustakaan Populer Gramedia, 1999.  — 138 с.
- норвезька: Alan Lightman.  Einsteins drømmer.  — Cappelen, 1993.  — 117 с. — ISBN 8202137446.
- польська: Alan Lightman.  Sny Einsteina.  — Limbus, 1993.
- португальська: Alan Lightman.  Os sonhos de Einstein.  — ASA, 1997.  — 108 с. — ISBN 9724113809.
- румунська: Alan Lightman.  Visele lui Einstein.  — Humanitas, 2005.  — 148 с. — ISBN 973-50-1079-8.
- російська: Алан Лайтман.  Сны Эйнштейна. Друг Беніто.  — АСТ, 2001.  — 267 с. — (Мастера современной прозы).  — 5000 примірників — ISBN 5170086121.
- фінська: Alan Lightman.  Einsteinin unet.  — WSOY, 2005.  — 185 с. — ISBN 9510190004.
- французька: Alan Lightman.  Quand Einstein rêvait.  — R. Laffont, 1993.  — 123 с. — (Pavillons).  — ISBN 2221075021.
- шведська: Alan Lightman.  Einsteins drömmar.  — Forum, 1994.  — 142 с. — ISBN 9137104853.